# Gianpiero Combi
Gianpiero Combi, född 20 december 1902, död 13 augusti 1956 i Turin, var en italiensk fotbollsmålvakt. Han tillbringade hela sin karriär i Juventus och ansågs vara en av världens bästa målvakter tillsammans med František Plánička på 1930-talet. Han gjorde 47 landskamper för Italiens landslag och vann landets första VM-guld 1934.

## Karriär

### Juventus
Gianpiero Combi gjorde sin debut för Juventus 5 februari 1922 i en match mot Milan. Combi gjorde 351 ligamatcher för klubben och vann ligan fem gånger. Säsongen 1925/26 släppte Combi bara in 16 ligamål på hela säsongen, och spelade tio matcher i rad utan att släppa in ett mål. Han gjorde totalt 369 matcher för Juventus och hade klubbrekordet för flest antal matcher av en målvakt i nära 40 år innan Dino Zoff (476 matcher) och Stefano Tacconi (377 matcher) gick om.

### Landslaget
Combi gjorde sin första landskamp för Italien 6 april 1924 i en 7-1-förlust mot Ungern. Han vaktade målet för Italien under OS 1928 där man kom trea efter 11-3 i bronsmatchen mot Egypten.
Gianpiero Combi planerade att sluta med fotbollen efter säsongen 1933/34 men då VM 1934 gick under sommaren blev han övertalad av förbundskaptenen Vittorio Pozzo att sluta efter mästerskapet istället. Han var tänkt som backup till den nya unga Inter-målvakten Carlo Ceresoli men denne skadade sig på träning några veckor innan turneringen skulle starta och Combi blev återigen förstavalet. Efter att enkelt ha vunnit med 7-1 mot USA i första omgången så krävdes det omspel mot Spanien i kvartsfinalen efter att första matchen slutat 1-1. Redan dagen efter så vann Italien med 1-0 efter mål av Giuseppe Meazza. I Semifinalen blev det ännu en 1-0-seger, den här gången mot Österrike och i finalen väntade Tjeckoslovakien. I finalen tog Tjeckoslovakien ledningen i 71:a minuten genom Antonín Puč, men Raimundo Orsi kvitterade tio minuter senare och i förlängningen kunde Angelo Schiavio avgöra med sitt 2-1 mål. Combi, som var lagkapten, fick ta emot VM-pokalen av Benito Mussolini.

## Meriter
Juventus
- Serie A: 1926, 1931, 1932, 1933, 1934

Italien
- OS-brons: 1928
- VM-guld: 1934